# Jasne (obwód wołyński)
Jasne (ukr. Ясне́; do 1964 Byk ukr. Бик) – wieś na Ukrainie w rejonie kowelskim, w obwodzie wołyńskim. W II Rzeczypospolitej miejscowość wchodziła w skład gminy wiejskiej Hołowno w powiecie lubomelskim województwa wołyńskiego.
Pierwsza wzmianka o wsi pochodzi z 1564 roku.
Do 2020 w rejonie lubomelskim.